# Три надгробна споменика у порти српске православне цркве у Делиблату
Три надгробна споменика у порти српске православне цркве у Делиблату, насељеном месту на територији општине Ковин,  представљају непокретно културно добро као споменик културе.
Три надгробна споменика су из 18. века и припадају члановима једне породице чији је најзначајнији члан, представник, легендарна жена - сеоски кнез, Анђелија Максимова. Њен надгробни споменик је од ружичастог мермера са крстом и налази се уз западни зид порте, тачно према западном улазу у цркву. На њему пише: 1770 (или један), где почива раба Божија Ангелија Максимова, Љули 30. Она је била ћерка свештеника Максима Воиновића или Веиновића. Одликовала се смелошћу, храброшћу и памећу, те је била сеоски кнез - Кнез Анђелија. С јужне стране цркве налази се гроб њеног оца са положеном плочом и натписом на црквенословенском језику. На трећој плочи од олтара, такође је текст на црквенословенском језику и вероватно је припадао трећем члану чувене породице.